# Virumaa-museums
Het Virumaa-museums (in het Ests: 
Virumaa Muuseumid) is een organisatie in Estse provincie Lääne-Virumaa die meerdere monumenten en musea beheert.

## Musea
- Kasteel Rakvere in Rakvere
- Ests politiemuseum in Rakvere
- Burgerhuismuseum in Rakvere
- Rehbinderhuis in Rakvere
- Kasteel Palmse in Palmse
- Sagrits museum in Haljala
- Kasteel Toolse in Haljala
- Altja vishutten en taverna in Haljala